# Gagaku (album)
Gagaku (【雅楽】-gagaku-) - pierwszy solowy album Miyaviego, wydany 31 października 2002 roku.

## Lista utworów
1. Hatachi kinenbi -Peter Pan Syndrome- - 3:06
(二十歳記念日)
2. Coin Lockers Baby - 2:39
(コインロッカーズベイビー)
3. Kusare Sotomichi he -Son of bitch- - 2:25
(腐れ外道へ。)
4. Night in Girl - 2:14
5. Girls, be ambitious - 4:26
6. Oresama Shikou - 2:03
(オレ様思考)
7. Gariben Rock - 3:56
(ガリ勉ロック)
8. Onpu no Tegami - 4:24
(♪の手紙)
9. Shokubutsu Ningen M no Theme - 4:02
(植物人間Mのテーマ)
10. Dear from... XXX - 5:52 (bonus track)